# Trenton, Utah
Trenton är en ort i Cache County i delstaten Utah, USA.